# Invisible Circles
| Críticas profissionais | Críticas profissionais |
| Avaliações da crítica  | Avaliações da crítica  |
| Fonte                  | Avaliação              |
| ---------------------- | ---------------------- |
| Allmusic               | [ 1 ]                  |
| Metal Italia           | [ 2 ]                  |
| Metal Storm            | [ 3 ]                  |
| Musical Discoveries    | [ 4 ]                  |
| RevelationZ Magazine   | [ 5 ]                  |
| The Metal Crypt        | (2.7/5)                |

Invisible Circles é o terceiro álbum de estúdio da banda holandesa de metal sinfônico After Forever, que foi lançado em 2004 nos Países Baixos pela Transmission Records. O disco contém canções mais diversificadas e que diferem dos trabalhos anteriores, e por ser um álbum conceitual, Invisible Circles retrata a história de uma garota, filha de pais adolescentes que tiveram uma gravidez indesejada. Ele chegou a alcançar a 24ª posição nas paradas holandesas.

## Faixas
| N.º            | Título                  | Compositor(es) | Duração |  |
| 1.             | "Childhood in Minor"    | Floor Jansen   | 1:20    |  |
| 2.             | "Beautiful Emptiness"   | Jansen         | 5:24    |  |
| 3.             | "Between Love and Fire" | Jansen         | 4:56    |  |
| 4.             | "Sins of Idealism"      | Jansen         | 5:22    |  |
| 5.             | "Eccentric"             | Jansen         | 4:10    |  |
| 6.             | "Digital Deceit"        | Jansen         | 5:37    |  |
| 7.             | "Through Square Eyes"   | Jansen         | 6:22    |  |
| 8.             | "Blind Pain"            | Jansen         | 6:47    |  |
| 9.             | "Two Sides"             | Jansen         | 4:34    |  |
| 10.            | "Victim of Choices"     | Jansen         | 3:21    |  |
| 11.            | "Reflections"           | Jansen         | 5:11    |  |
| 12.            | "Life's Vortex"         | Jansen         | 5:52    |  |
| Duração total: | Duração total:          | Duração total: | 58:56   |  |

## Desempenho nas paradas
| País          | Parada (2004)       | Melhor posição |
| ------------- | ------------------- | -------------- |
| Bélgica       | Ultratop (Flandres) | 74             |
| Países Baixos | Dutch Charts        | 24             |

## Créditos

### A banda
- Sander Gommans – guitarra, vocais
- Luuk van Gerven – baixo
- Floor Jansen – vocais
- André Borgman – bateria
- Lando van Gils – teclado
- Bas Maas – guitarra, vocais

### Músicos convidados
- Cees' Kieboom – piano, teclado, cordas e arranjo do coral
- Jeanne Biessen – violino
- Herman van Haaren – violino
- Yvonne van de Pol – viola
- Carla Schrijner – violoncelo
- Sartje van Camp – violoncelo
- Hans Cassa – baixo (coral)
- Caspar de Jonge – tenor (coral)
- Martine de Jager – alto (coral)
- Ellen Bakker – soprano (coral)
- Amanda Somerville – voz recitadora, treinadora vocal
- Jay Lansford – voz recitadora

### Produção
- Hans Pieters – produção, engenharia de áudio
- Dennis Leidelmeijer – engenharia de áudio
- Sascha Paeth – produção vocal, mixagem
- Miro – produção vocal, engenharia de áudio
- Hans van Vuuren – produção executiva
- Peter van 't Riet – masterização